# Charles Wesley
Charles Wesley   (Epworth, 18 de desembre de 1707 - Londres, 29 de març de 1788) va ser un líder anglès del moviment metodista, més conegut per escriure uns 6.500 himnes.
Wesley va néixer a Epworth, Lincolnshire, fill del clergue i poeta anglicà Samuel Wesley i de la seva dona Susanna Wesley. Va ser germà petit del fundador metodista John Wesley i del clergue anglicà Samuel Wesley Senior, i es va convertir en el pare dels músics Samuel i Charles, aquest últim s'afegí el cognom de junior per no confondré amb el seu pare, i també era avi del músic Samuel Sebastian Wesley.
Wesley va ser educat a Oxford on també havien estudiat els seus germans, i va formar el "Holy Club" entre els seus companys d'estudis el 1729. John Wesley més tard es va incorporar a aquest grup, com va fer George Whitefield. Charles va seguir al seu pare i al seu germà a l'església el 1735, i va viatjar amb Joan a Geòrgia a Amèrica, tornant un any després. El 1749 es casà amb Sarah Gwynne, filla d'un cavaller gal·lès que Howell Harris havia convertit al metodisme. Va acompanyar els germans en els seus viatges evangèlics per Gran Bretanya fins que Charles va deixar de viatjar el 1765.
Malgrat la seva proximitat, Charles i John no sempre van estar d'acord en qüestions relacionades amb les seves creences. En particular, Charles es va oposar fortament a la idea de la violació amb l'Església d'Anglaterra en la qual havien estat ordenats.

## Biografia

### Vida primerenca
Charles Wesley era el divuitè fill de Susanna Wesley i Samuel Wesley. Va néixer a Epworth, Lincolnshire, Anglaterra, on el seu pare va ser rector. Es va educar a "Westminster School" i ""Christ Church", Oxford, on va ser ordenat. A Oxford, Charles va formar un grup de pregàries entre els seus companys d'estudis el 1727; el seu germà gran, John, s'hi va incorporar el 1729, convertint-se aviat en el seu líder i modelant-lo d'acord amb les seves pròpies conviccions. Es van centrar a estudiar la Bíblia i a viure una vida santa. Altres estudiants es burlaven d'ells, dient que eren el "Sant Club", "Sacramentaris" i "els metodistes", essent metòdic i excepcionalment detallat en el seu estudi bíblic, opinions i estil de vida disciplinat. George Whitefield es va incorporar al grup. Després de graduar-se amb un màster en llengües i literatura clàssiques, Charles va seguir al seu pare i el seu germà a les ordres anglicanes el 1735.

## Viatge a Amèrica
El 14 d'octubre de 1735, Charles i el seu germà John van navegar amb el The Simmonds des de Gravesend, Kent, per la sabana a la Colònia de Geòrgia a Amèrica Britànica, a petició del governador, James Oglethorpe. Charles va ser nomenat secretari d'Afers Índies i mentre John romania a Savannah, Charles va anar de capellà a la guarnició i la colònia a la propera fortificació de Frederica, a l'illa de Sant Simon, arribant allà el dimarts, 9 de març de 1736, segons la seva entrada a la revista. Les qüestions no van resultar bé, i els pobladors van ser rebutjats en gran manera. El juliol de 1736, Charles va ser encarregat a Anglaterra com a portador dels despatxos als síndics de la colònia. El 16 d'agost de 1736, va navegar des de Charleston, Carolina del Sud, per no tornar mai a la colònia de Geòrgia.

## Ministeri
Charles Wesley va experimentar una conversió el 21 de maig de 1738: John Wesley va tenir una experiència similar al carrer Aldersgate només tres dies després. Una placa blava de la ciutat de Londres, al 13, Little Britain, a prop de l'església de St Botolph's sense Alders, al costat de Grand Martin de St. Martin, marca el lloc de l'antiga casa de John Bray, reputada com a escenari de l'evangèlic de conversió de Charles el 21 de maig de 1738. Es diu que "Al costat d'aquest lloc hi havia la casa de John Bray. Escena de la conversió de Charles Wesley per la fe en Crist el 21 de maig de 1738".

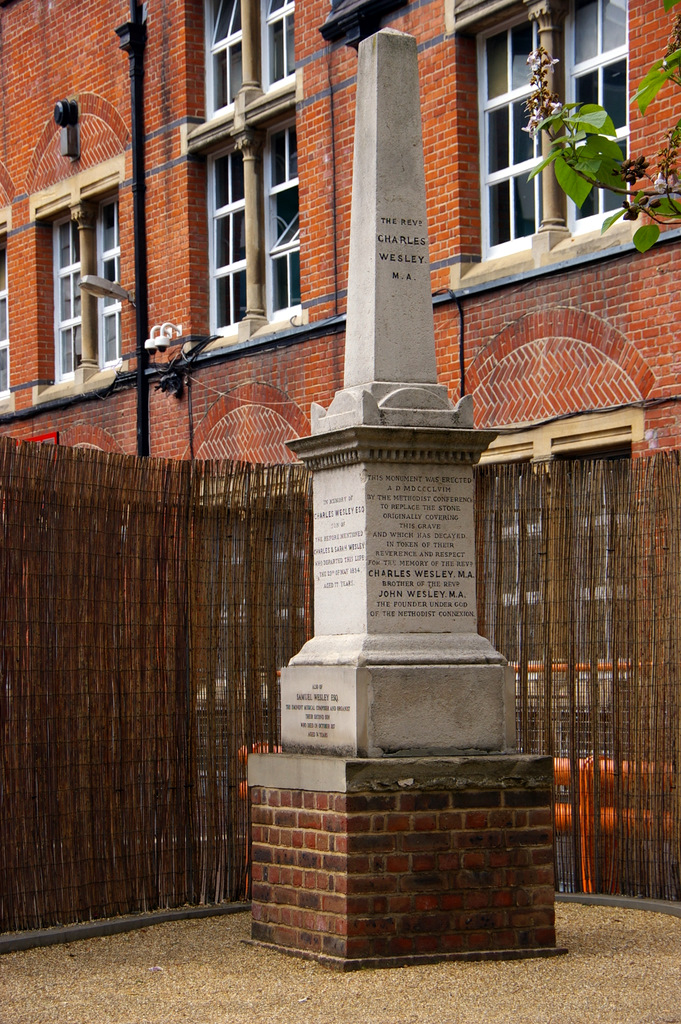
Monument a St Mary le Bone Old Churchyard en la posició de la tomba original de Wesley

Wesley va sentir una força renovada per difondre l'Evangeli a la gent corrent i va ser aleshores quan va començar a escriure els himnes poètics dels quals es faria conegut. No va ser fins al 1739 que els germans es van dirigir a la predicació al camp, sota la influència de George Whitefield, la predicació a l'aire lliure ja arribava a un gran nombre de colliers de Bristol.
Després de cessar la predicació de camp i els viatges freqüents per malaltia el 1765, Wesley es va instal·lar i va treballar a la zona de l'entorn de l'església parroquial de St. Marylebone. Al seu llit de mort, va demanar el rector de l'església, John Harley, i li va dir "Senyor, tot el que pugui dir el món de mi, he viscut i morir, membre de l'Església d'Anglaterra. Us prego que m'enterri a el vostre pati d'església." A la seva mort, sis clergues de l'Església d'Anglaterra van portar el cos a l'església. Una pedra commemorativa que hi ha se situa als jardins del carrer Major de Marylebone, a prop del seu lloc d'enterrament. Un dels seus fills, Samuel, va esdevenir l'organista de l'església.

## Matrimoni i fills
L'abril del 1749, es va casar amb la molt jove Sarah Gwynne (1726-1822), també coneguda com a Sally. Era filla de Marmaduke Gwynne, un ric magistrat gal·lès que Howell Harris havia convertit al metodisme. Es van traslladar a una casa de Bristol el setembre de 1749. Sarah va acompanyar els germans en els seus viatges evangèlics per Gran Bretanya, fins almenys 1753. Després de 1756, Charles no va fer més viatges cap a llocs llunyans del país, principalment només es va traslladar entre Bristol i Londres.
El 1771, Charles va obtenir una altra casa, a Londres, i si va traslladar aquell any amb el fill gran. Cap al 1778, tota la família s'havia traslladat de Bristol a la casa de Londres, al carrer Chesterfield (actual Wheatley Street), Marylebone, on van romandre fins a la mort de Charles i el segle xix. La casa de Bristol encara resta i ha estat restaurada, no obstant la casa de Londres va ser enderrocada a mitjan segle xix.
Només tres dels fills de la parella van sobreviure a la infància: Charles Wesley junior (1757-1834), Sarah Wesley (1759-1828), que com a la seva mare també era coneguda com Sally, i Samuel Wesley (1766-1837). Els seus altres fills, John, Martha Maria, Susannah, Selina i John James estan enterrats a Bristol, havent mort entre 1753 i 1768. (Veure monument al jardí al costat nord de la cruïlla de Lewis Mead i The Haymarket, Bristol.) Tant Samuel com Charles junior eren prodigis musicals infantils i, com el seu pare, es convertirien en organistes i compositors. Charles junior va passar la major part de la seva carrera com a organista personal de la Família Reial, i Samuel es va convertir en un dels músics més realitzats del món i sovint es diu "el Mozart anglès". El fill de Samuel Wesley, Samuel Sebastian Wesley, va ser un dels compositors més importants britànics del segle xix.

## Himnes
La conversió de Wesley va tenir un clar impacte en la seva doctrina, especialment la doctrina de l'Esperit Sant. El canvi de doctrina es pot veure en els seus sermons després de 1738, però és més rellevant en els seus himnes escrits després de 1738.
De l'obra publicada de Charles Himnes i oracions a la Trinitat i a lHimne número 62 escriu L'Esperit Sant en part que coneixem, Perquè amb nosaltres resideix, El nostre bé de tot a El que li devem, a qui guia per la seva gràcia, Inspira els nostres pensaments virtuosos, el mal que ell suposa i tota llavor del bon desig, que ha plantat en els nostres cors."
Charles comunica diverses doctrines: l'habitatge personal de l'Esperit Sant, l'obra santificadora de l'Esperit Sant, la depravació de la humanitat i la responsabilitat personal de la humanitat davant de Déu. Els seus himnes han tingut una influència important no només en el metodisme, sinó en la teologia moderna en general.

### Himnòdia
Al llarg de la seva carrera, Charles Wesley va publicar les paraules de més de 6.000 himnes, molts dels quals encara són populars. Això inclou:
- "Sorgiu, la meva ànima, sorgeix" (Paraules)
- " I pot ser que hauria de guanyar?" (Paraules)
- " Crist el Senyor ha ressuscitat avui" (Paraules)
- "Crist, la glòria del qual omple els cels" (Paraules)
- " Vine, el teu viatger desconegut" (Paraules)
- " Vine, Feu molt que esperava Jesús" (Paraules)
- "Profunditat de misericòrdia, pot ser" (Paraules)
- "Pare, li estic les mans" (Paraules)
- "Saludeu el dia que el vegi pujar" (Paraules)
- " Hark! The Herald Angels Sing " (Paraules)
- "Jesús, amant de la meva ànima" (Paraules)
- "Jesús, el nom més elevat" (Paraules)
- " Ja! Ell ve amb els núvols descendents" (Paraules)
- "Love Divine, All Loves Excelling" (Paraules)
- "O per un cor que lloi el meu Déu" (Paraules)
- " O per mil llengües a cantar" (Paraules)
- "Alegrem-nos, el Senyor és el rei" (Paraules)
- " Soldats de Crist, pugeu" (Paraules)
- " Sol de la justícia sense claus" (Paraules)
- "Vosaltres ocultes de la calma de reposar" (Paraules)
- "Servidors de Déu" (Paraules)

Podeu trobar les paraules de molts més himnes de Charles Wesley a Wikisource i en moltes publicacions.
Uns 150 dels seus himnes es troben al llibre d'himne metodista "Himnes i salms", inclosos "Hark! The Herald Angels Sing", i " The Church Hymn Book " (A Nova York i Chicago, EUA, 1872) on es trobava "Jesus, Amant de My Ànima "es publica. Molts dels seus himnes són traduïts a altres idiomes i constitueixen la base dels himnes metodistes, així com el Metodista suec -Episkopal-Kirguís Psalmbok imprès a Estocolm el 1892.

## Salms
Els himnes de Wesley són notables com a interpretacions de l'Escriptura. També va produir paràfrasis dels Salms, contribuint a la llarga tradició de la Salmòdia mètrica anglesa. Una característica destacable dels seus Salms és la introducció de Jesús en els Salms, continuant una tradició de lectures cristològiques dels Salms evidents en les traduccions de John Patrick i Isaac Watts. La introducció de Jesús als Salms fou sovint la font de controvèrsia, fins i tot dins de la pròpia família de Wesley. El germà de Charles, Samuel Wesley, va escriure un poema contra aquesta pràctica. Té una importància especial el manuscrit de Wesley Salms, que es troba als arxius de la Biblioteca Pitts de Teologia de la Universitat Emory.

## Mort i enterrament
Charles Wesley va morir als 80 anys, el 29 de març de 1788, a Londres, Anglaterra. Com que es considerava membre de l'Església d'Anglaterra, havia sol·licitat ser enterrat com a tal, i està enterrat al cementiri de l'Església Parroquial de St Marylebone.

## Llegat
Wesley encara és recordat pel seu ministeri mentre es trobava a l'illa de St. Simon, Geòrgia, per la Conferència de Geòrgia del Sud de l'Església Metodista Unida; el 1950, la conferència va obrir un centre de recessos cristians a l'illa a la vora del riu Frederica, designant-lo a "Epworth by the Sea" en honor de la seva ciutat natal i de Joan. És commemorat al Calendari dels Sants de l' Església Evangèlica Luterana d'Amèrica el 2 de març amb el seu germà Joan. Els germans Wesley també són commemorats el 3 de març al Calendari dels Sants de l'Església Episcopal i el 24 de maig al calendari anglicà. Charles es commemora el 29 de març al calendari de commemoracions de l'Ordre de Sant Lluc; Joan es commemora el 2 de març; els seus pares també són commemorats.
Com a resultat de la permanència sempre imminent dels seus himnes, la "Gospel Music Association" va reconèixer les seves contribucions musicals a l'art de la música gospel el 1995, publicant el seu nom a la Sala de la fama de "Gospel Music".
Wesley va escriure dos dels anomenats Grans Quatre Himnes Anglicans: "Hark! The Herald Angels Sing" i "Lo! He comes With Clouds Descending".

## Tercer-centenari
El 24 de maig de 2007 es va celebrar com el centenari del naixement de Wesley, amb nombrosos esdeveniments celebrats a tota Anglaterra, tot i que Wesley va néixer de fet el desembre de 1707. La data del 24 de maig és coneguda pels metodistes com "Aldersgate Day" i commemora el despertar espiritual, primer de Charles i després de John Wesley el 1738. En particular, al poble d'Epworth, al nord de Lincolnshire, a la "Wesley Memorial Methodist Church", es va celebrar un festival de flors, els dies 26 i 28 de maig, amb arranjaments florals que representaven alguns dels himnes de Wesley, com ara Hark! The Herald Angels Sing i Lo! He Comes With Clouds Descending.
Al novembre de 2007, "An Post", la oficina de correus irlandesa, va emetre un segell de 78c per commemorar el 300 aniversari del naixement de Wesley.
Representacions de vitralls de Wesley

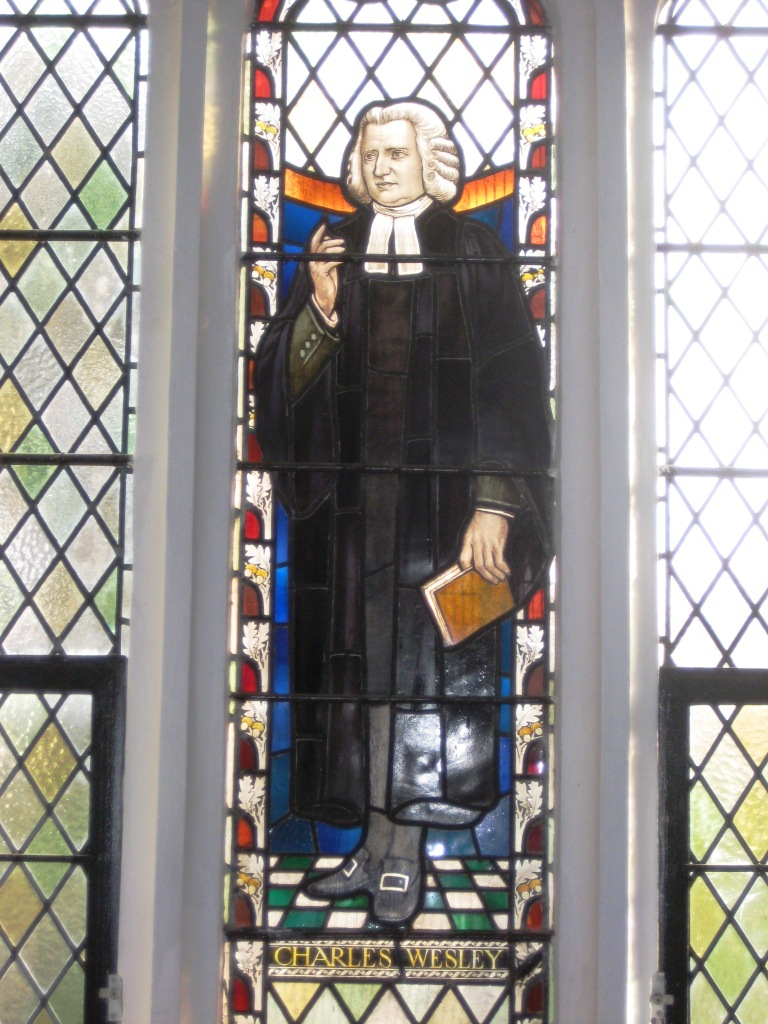
Wesley i List of works by Arnold Wathen Robinson, St. Matthew's Church, Bristol
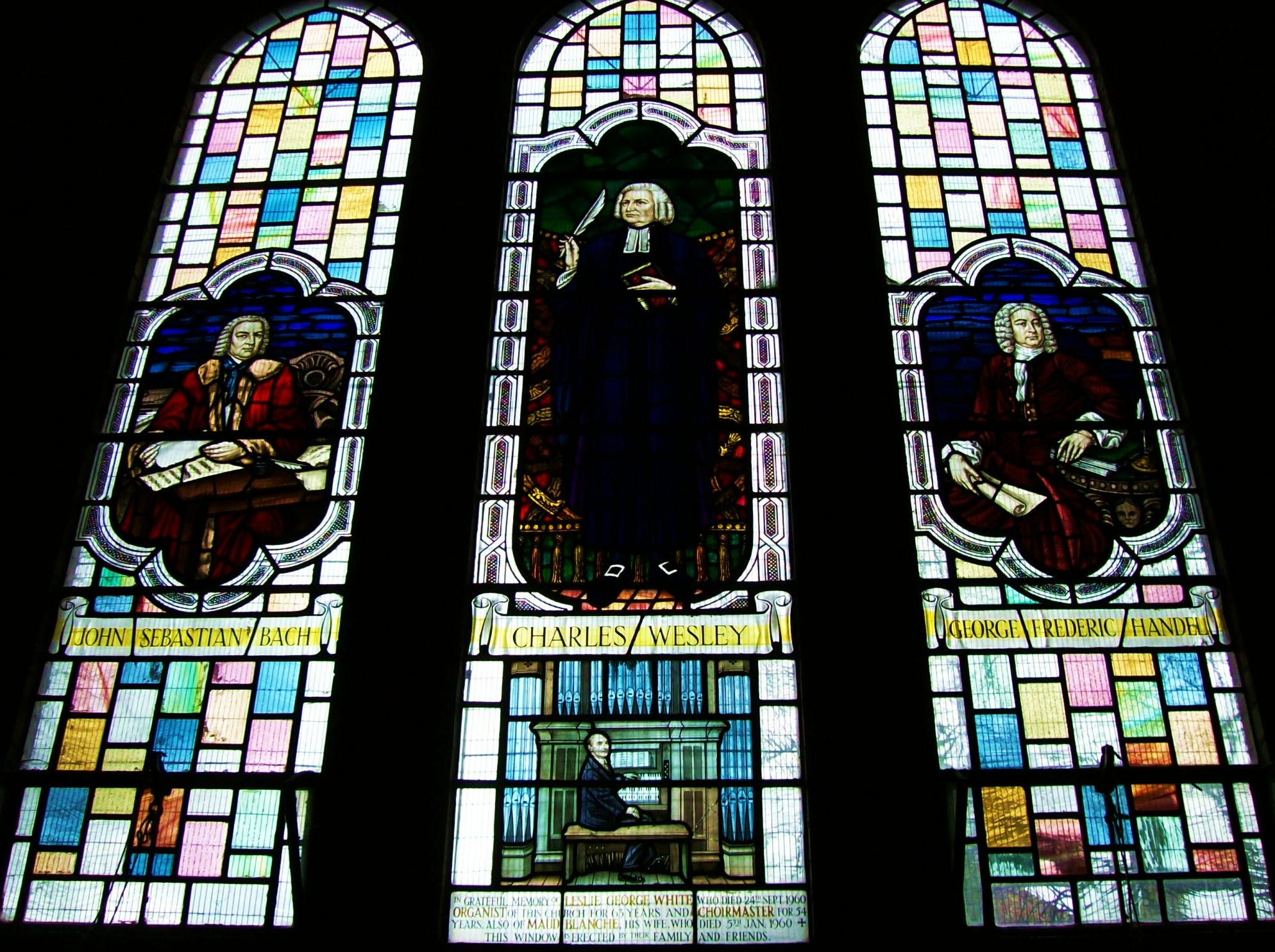
Bach, Wesley and Handel, at Cambridge Rd Methodist Church, Birmingham.
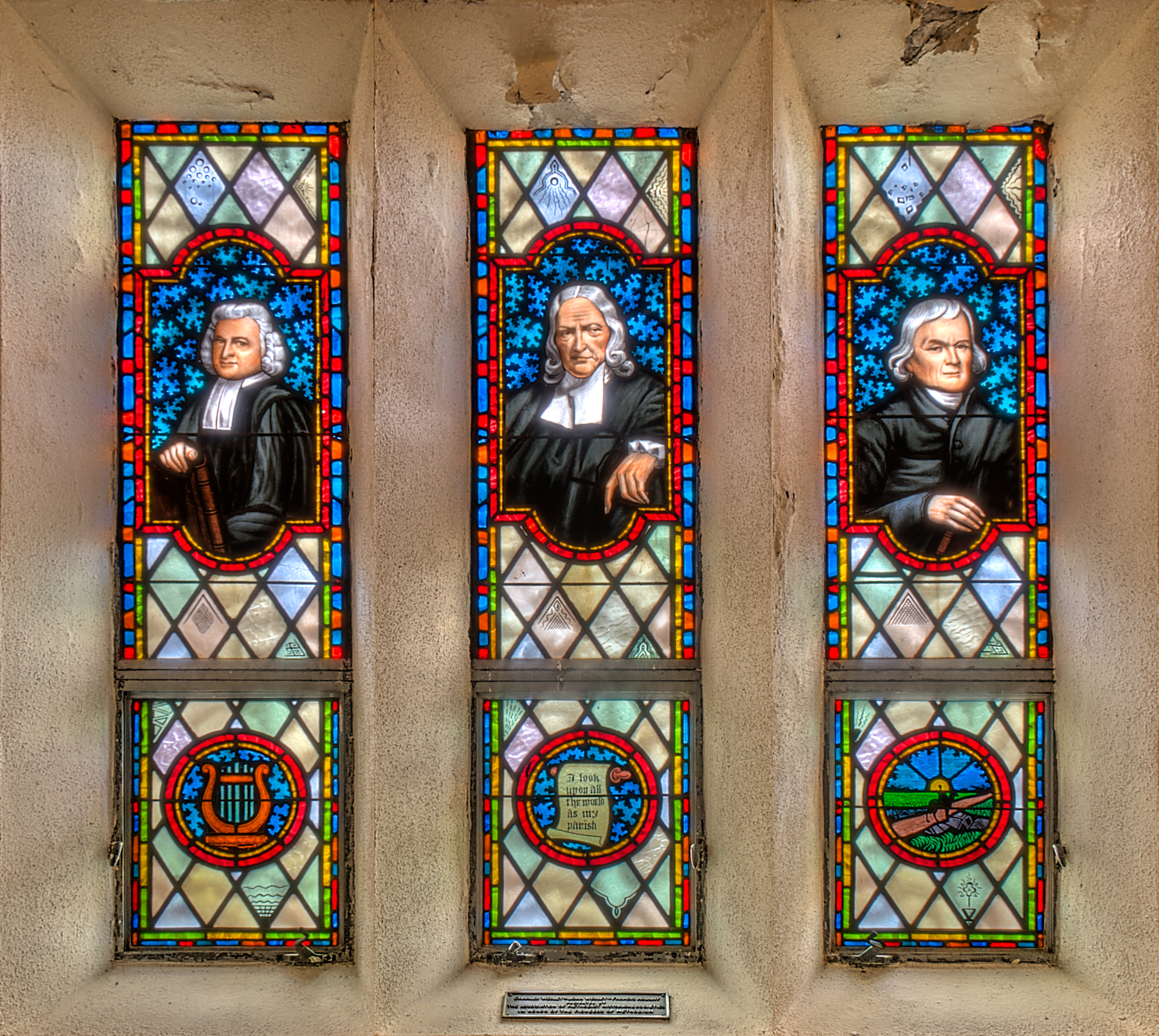
Charles Wesley, John Wesley, and Francis Asbury at Lake Junaluska, North Carolina.

## Al cinema
- A Heart Set Free - TN Mohan, 2007, documental de llargmetratge sobre la vida i els himnes de Charles Wesley
- Wesley - Foundery Pictures, 2009, amb Burgess Jenkins com John Wesley, R. Keith Harris i Charles Wesley, i June Lockhart com Susanna Wesley i Kevin McCarthy com a Bisbe Ryder